# Trévoux

Trévoux este o comună în departamentul Ain din estul Franței.